# Обляси (Люблінське воєводство)
Обляси (пол. Oblasy) — село в Польщі, у гміні Яновець Пулавського повіту Люблінського воєводства.
Населення — 793 особи (2011).
У 1975-1998 роках село належало до Люблінського воєводства.

## Демографія
Демографічна структура станом на 31 березня 2011 року:
|          | Загалом | Допрацездатний вік | Працездатний вік | Постпрацездатний вік |
| -------- | ------- | ------------------ | ---------------- | -------------------- |
| Чоловіки | 389     | 92                 | 259              | 38                   |
| Жінки    | 404     | 82                 | 237              | 85                   |
| Разом    | 793     | 174                | 496              | 123                  |